# Шах Рук Хан
Шах Рукх Кхан (Шахрух Хан) (на английски: Shah Rukh Khan или Shahrukh Khan; на хинди: शाहरुख़ ख़ान; на урду: شاه رخ خان) е индийски киноактьор и продуцент от Боливуд.

## Биография
Шахрух Кхан е роден на 2 ноември 1965 г. в Ню Делхи, Индия, в мюсюлманско семейство. Майката на Шахрух се казва Фатима, а баща му се казва Мир Тадж Мохамед. Шахрух Кхан има сестра на име Шехназ. През 1991 година той сключва брак с Гаури Чибер. Двамата имат три деца – Ариан, Сухана и Абрам, последното родено от сурогатна майка. Ариан Кхан следва стъпките на баща си и участва в хитовия индийски филм „Понякога щастие, понякога тъга“.
Най-добрите приятели на Шахрух Кхан от филмовия бизнес са боливудските актриси Прити Зинта, Джухи Чаула и Каджол.

## Кариера
Шах Рух Кхан започва своята кариера през 1988 година, когато се появява в няколко телевизионни серии от сериала „Новобранец“. Сериалът е военна драма. Там Шахрух играе ролята на командоса Абхиманю Рай. По същото време той играе и малка роля в сериала "„W“ (1989), който представя живота на цирковите артисти. През същата година Кхан има роля в телевизионния филм „In Which Annie Gives it Those Ones“.
Шахрух прави своя дебют в боливудски филм през 1992 година. Филмът носи името „Лудост“, а в него участва и покойната актриса Дивя Бхарти. Шах Рукх Кхан получава признанието на критиците за работата му в „Baazigar“ и „Darr“ (1993), в които той изпълнява роли на анти-герой и вманиачен любовник. През 1995 г. той участва в „Сърцатият ще отведе булката“, с който е признат от критиците. Филмът постига търговски успех и става един от най-високо печелившите боливудски филми. След това Шах Рукх Кхан често работи с Яш Чопра и Каран Джохар. Той играе в няколко от техните успешни филми от романтичния жанр – „Dil to Pagal Hai“ (1997), „Kuch Kuch Hota Hai“ (1998), „Любовниците“ (2000), „Понякога щастие, понякога тъга“ (2001), „Утрото може и да не настъпи“ (2003) и „Веер-Заара“ (2004). Шах Рукх Кхан също така печели похвалата на критиците за неговите участия в: „Anjaam“ (1994), „С един поглед“ (1998), „Hey Ram“ (2000), „Ние хората“ (2004) и „Paheli“ (2005). Шах Рукх Кхан създава филми с филмовата компания „Дриймс Унлимитъд“, с Джухи Чавла и режисьора Азиз Мирза. Първоначално прави два филма, в които е продуцент и участва – „Phir Bhi Dil Hai Hindustani“ (2000) и „Ашока“ (2001). Те не бележат успех. Неговият трети филм, където е режисьор и актьор едновременно, "„Chalte Chalte“" (2003) постига огромен успех. През 2004 г. друга от неговите продуцентски къщи прави „Main Hoon Na“, с който също постига изумителен успех. Шахрукх започва да продуцира и играе в „Paheli“ (2005). Въпросният филм е изборът на Индия за Оскарите, но не печели. Същата година той продуцира филма „Kaal“ с Каран Джохар, в който има специално участие. Там Кхан си партнира с Малайка Арора. През 2005 година видният британски филмов продуцент Насрин Муни Кабир създава документалния филм за Шахрукх Кхан „The Inner and Outer World of Shah Rukh Khan“. Филмът съпоставя вътрешния свят на Шахрукх Кхан, семейния, всекидневния му живот, с външния свят и неговата работа. През 2006 г. той отново работи с Каран Джохар, в изключително успешния филм „Kabhi Alvida Naa Kehna“.
Филмът е много сполучлив в чужбина, но е отхвърлен в родната си Индия. През същата 2006 година Шахрукх изпълнява и главната роля във филма „Дон. Лидерът на бандата“. Филмът е римейк на едноименния филм от 1978 година. През 2007 г. води индийската версия на „Стани богат“, където сменя Амитабх Баччан.

## Филмография
| Година | Филм                                        | Роля                                     | Награди                                                                                      |
| 1989   | In Which Annie Gives it Those Ones          |                                          |                                                                                              |
| 1992   | Лудост                                      | Раджа Сахе                               | печели Награда за най-добър дебютиращ актьор                                                 |
| 1992   | Maya Memsaab                                | Лалит                                    |                                                                                              |
| 1992   | Dil Aashna Hai                              | Каран                                    |                                                                                              |
| 1992   | Raju Ban Gaya Gentleman                     | Раджу                                    |                                                                                              |
| 1992   | Chamatkar                                   | Сундер Сривастава                        |                                                                                              |
| 1993   | Кралят чичо                                 | Анил                                     |                                                                                              |
| 1993   | Kabhi Haan Kabhi Naa                        | Сунил                                    | печели Награда от критиците за най-добро изпълнение                                          |
| 1993   | Darr                                        | Рахул Мехра                              |                                                                                              |
| 1993   | Baazigar                                    | Аджай Шарма / Вики Малхотра              | печели Награда за най-добър актьор                                                           |
| 1994   | Anjaam                                      | Виджай Агнихотри                         | печели Награда за най-добър отрицателен герой                                                |
| 1995   | Trimurti                                    | Роми Сингх / Боли                        |                                                                                              |
| 1995   | Ram Jaane                                   | „Ram Jaane“                              |                                                                                              |
| 1995   | Любовникът ще отведе булката                | Радж Малхотра                            | печели Награда за най-добър актьор                                                           |
| 1995   | Oh Darling! Yeh Hai India                   | Херо                                     |                                                                                              |
| 1995   | Guddu                                       | Гуду Бахадур                             |                                                                                              |
| 1995   | Zamana Deewana                              | Рахул Малхотра                           |                                                                                              |
| 1995   | Каран и Арджун                              | Арджун Сингх / Виджай                    |                                                                                              |
| 1996   | Dushman Duniya Ka                           | Бадру                                    |                                                                                              |
| 1996   | Army                                        | Арджун                                   |                                                                                              |
| 1996   | Chaahat                                     | Руп Ратхоре                              |                                                                                              |
| 1996   | English Babu Desi Mem                       | Викрам / Хари / Гопал Маюр               |                                                                                              |
| 1997   | Dil To Pagal Hai                            | Рахул                                    | печели Награда за най-добър актьор                                                           |
| 1997   | Pardes                                      | Арджун Сагар                             |                                                                                              |
| 1997   | Yes Boss]                                   | Рахул                                    |                                                                                              |
| 1997   | Koyla                                       | Шанкар                                   |                                                                                              |
| 1997   | Gudgudee                                    | Специално участие                        |                                                                                              |
| 1998   | Нещо се случва в сърцето ми                 | Рахул Канна                              | печели Награда за най-добър актьор                                                           |
| 1998   | На пръв поглед                              | Амаркант Варма                           |                                                                                              |
| 1998   | Achanak                                     | Специално участие                        |                                                                                              |
| 1998   | Duplicate                                   | Баблу Чаудри / Ману Дада                 |                                                                                              |
| 1999   | Бадшах                                      | Радж 'Бадшах' Хира                       |                                                                                              |
| 2000   | Gaja Gamini                                 | Шарук (специално участие)                |                                                                                              |
| 2000   | Разкази за любовта                          | Радж Араян Малхотра                      | печели Награда от критиците за най-добър изпълниние номиниран за Награда за най-добър актьор |
| 2000   | Har Dil Jo Pyar Karega                      | Рахул (специално участие)                |                                                                                              |
| 2000   | Josh                                        | Макс                                     |                                                                                              |
| 2000   | Hey Ram                                     | Амджад Али Кан                           | Официалното вписване на Индия за оскарите                                                    |
| 2000   | Phir Bhi Dil Hai Hindustani                 | Аджай Бакши                              |                                                                                              |
| 2001   | Понякога щастие, понякога тъга              | Рахул Райчанд                            | номиниран за Награда за най-добър актьор                                                     |
| 2001   | Asoka                                       | Асока                                    |                                                                                              |
| 2001   | One 2 Ka 4                                  | Арун Верма                               |                                                                                              |
| 2002   | Saathiya                                    | Йешвант Рао (специално участие)          |                                                                                              |
| 2002   | Shakti: The Power                           | Джесинг                                  |                                                                                              |
| 2002   | Девдас                                      | Девдас Мукерджи                          | печели Награда за най-добър актьор                                                           |
| 2002   | Hum Tumhare Hain Sanam                      | Гопал                                    |                                                                                              |
| 2003   | Утрото може и да не настъпи                 | Аман Матхур                              | номиниран за Награда за най-добър актьор                                                     |
| 2003   | Chalte Chalte                               | Радж Матхур                              |                                                                                              |
| 2004   | Swades                                      | Мохан Баргава                            | печели Награда за най-добър актьор                                                           |
| 2004   | Hum Hain Lajawab                            | Г-н Ладжаваб                             |                                                                                              |
| 2004   | Веер-Заара                                  | Веер Пратаб Сингх                        | номиниран за Награда за най-добър актьор                                                     |
| 2004   | Аз сега съм тук                             | Майор Рам Прасад Шарма                   | номиниран за Награда за най-добър актьор                                                     |
| 2004   | Yeh Lamhe Judaai Ke                         | Душант                                   |                                                                                              |
| 2005   | The Inner and Outer World of Shah Rukh Khan | Играе себе си                            | Документален филм на британския актьор и режисьор от индийски произход Насрийн Мунни Кабир   |
| 2005   | Paheli                                      | Кишен / Призракът                        | Официалното вписване на Индия за оскарите                                                    |
| 2005   | Silsiilay                                   | Сутрадар (специално участие)             |                                                                                              |
| 2005   | Kaal                                        | Специално участие в песента Kaal Dhamaal |                                                                                              |
| 2005   | Kuchh Meetha Ho Jaye                        | Играе себе си (специално участие)        |                                                                                              |
| 2006   | I See You                                   | специално участие                        |                                                                                              |
| 2006   | Don – The Chase Begins Again                | Дон/Виджай                               |                                                                                              |
| 2006   | Kabhi Alvida Naa Kehna                      | Дев Саран                                |                                                                                              |
| 2006   | Alag                                        | Специално участие в песента Sabse Alag   |                                                                                              |
| 2007   | Когато един живот малко                     | Ом Капур / Ом Пракаш Макхиджа            |                                                                                              |
| 2007   | Heyy Babyy                                  | специално участие в песен                |                                                                                              |
| 2007   | Chak De India                               | Треньорът по хокей: Кабир Кхан           |                                                                                              |
| 2008   | Rab Ne Bana Di Jodi                         | Суриндар / Радж                          |                                                                                              |
| 2008   | Kismat Konnection                           | Разказвач                                |                                                                                              |
| 2008   | Krazzy 4                                    | Специално участие в песен                |                                                                                              |
| 2008   | Bhoothnath                                  | Специално участие                        |                                                                                              |
| 2009   | Billu Barber                                | Сахир Кхан                               |                                                                                              |
| 2010   | Казвам е Хан                                | Ризван Кхан                              |                                                                                              |
| 2010   | Dulha Mil Gaya                              | Паван Радж Ганди / ПРГ                   |                                                                                              |
| 2010   | Aao Wish Karein                             | Разказвач                                |                                                                                              |
| 2011   | Don 2                                       | Дон                                      |                                                                                              |
| 2011   | Ra.One                                      | Шекар Субраниам / G.One                  |                                                                                              |
| 2011   | Always Kabhi Kabhi                          | Специално участие                        |                                                                                              |
| 2012   | Jab Tak Hai Jaan                            | Самар Ананд                              |                                                                                              |
| 2013   | Ченнайски експресс                          | Рахул                                    |                                                                                              |
| 2014   | Честита Нова Година                         | Чарли                                    |                                                                                              |
| 2014   | Bhoothnath Returns                          | Адития Шарма                             |                                                                                              |
| 2015   | Dilwale                                     | Радж / Каали                             |                                                                                              |
| 2016   | Fan                                         | Гаурав / Ариян                           |                                                                                              |
| 2016   | Dear Zindagi                                | Dr. Jehangir Khan                        |                                                                                              |
| 2017   | Богат                                       | Раеес                                    |                                                                                              |
| 2017   | Jab Harry Met Sejal                         | Harinder Singh Nehra                     |                                                                                              |

## Продуцира
- Om Shanti Om (2007)
- Kaal (2005)
- Paheli (2005)
- Main Hoon Na (2004)
- Chalte Chalte (2003)
- Asoka (2001)
- Phir Bhi Dil Hai Hindustani (2000)

## Награди и номинации
Шахрукх Кхан е номиниран за 15 награди за най-добър актьор, шест от които печели.

### Други награди
Той е спечелил десет награди от „Rupa Cinegoers“, шест награди от „Star Screen Videocon Awards“, шест от „Sansui Viewers Choice Movie Awards“, четири от „Zee Cine Awards“, четири пъти е избиран от хората за филмови награди, три награди на „IIFA“, три награди от „Zee Gold Bollywood Awards“, две награди от „AFJA“, една награда от „Aashirwad“, една награда от „Disney Kids Channel“, една награда за отлични постижения от MTV и една за филм за „Sports World Film“.

### Филмови награди
- 1992 – Най-добър дебют – Deewana – печели
- 1993 – Filmfare Power Award – печели
- 1993 – Отрицателна роля – Baazigar – печели
- 1993 – Най-добър актьор – Kabhi Haan Kabhi Naa – номиниран
- 1993 – Избран от критиците за най-добре изпълнена роля – Kabhi Haan Kabhi Na] – печели
- 1993 – Отрицателна роля – Darr – номиниран
- 1994 – Най-добър актьор – Anjaam – печели
- 1995 – Най-добър актьор – Любовникът ще отведе булката – печели
- 1997 – Най-добър актьор – Dil To Pagal Hai – печели
- 1997 – Най-добър актьор – Yes Boss – номиниран
- 1998 – Най-добър актьор – Kuch Kuch Hota Hai – печели
- 1999 – Най-добра комична роля – Бадшах – номиниран
- 2000 – Избран от критиците за най-добър актьор – Mohabbatein – печели
- 2000 – Най-добър актьор – Mohabbatein – номиниран
- 2000 – специална награда от Filmfare – печели
- 2001 – Най-добър актьор – Понякога щастие, понякога тъга – номиниран
- 2003 – Най-добър актьор – Девдас – печели
- 2004 – Най-добър актьор – Утрото може и да не настъпи – номиниран
- 2004 – Filmfare Power Award (заедно с Амитабх Баччан) – печели
- 2004 – Най-добър актьор – Swades – печели
- 2004 – Най-добър актьор – Main Hoon Na – номиниран
- 2004 – Най-добър актьор – Веер-Заара – номиниран